# Mostardas
Mostardas es un municipio brasileño del estado de Rio Grande do Sul, fundado por inmigrantes venidos desde las islas Azores.
Se encuentra ubicado a una latitud de 31° 06' 25" Sur y una longitud de 50° 55' 16" Oeste, estando a una altitud de 17 metros sobre el nivel del mar, en la costa sur del mencionado Estado, en el istmo formado por la Laguna de los Patos y el Océano Atlántico. Su población estimada para el año 2004 era de 12.976 habitantes. 
Económicamente, el municipio se destaca por la producción de arroz y cebolla, y por la ganadería bovina, la producción de leche y carne, además de la producción de lana. Los productos locales hechos en lana son muy apreciados, como la manta de cama llamada "mostardeiro", de pura lana cardada y en colores.
Ocupa una superficie de 1941,7 km².
Uno de los hijos ilustres del municipio es Menotti Garibaldi, quien fue hijo de Giuseppe y Anita Garibaldi y que se fue a vivir con sus padres a Montevideo.
- Datos: Q1754551
- Multimedia: Mostardas / Q1754551

1. ↑  Worldpostalcodes.org,código postal n.º 96270-000.